# Бражники (Харків)
Бра́жники — село на території Харкова. Це поселення у 2012 році приєднали до складу міста, але саме село юридично досі не зняте з обліку.

## Географія
Місцевість Бражники розташована на берегах річки Немишля, вище за течією на відстані 3,5 км розміщені села Слобідське і Прилісне. Поруч проходить автомобільна дорога М03 (E40) - Харківська кільцева дорога.

## Історія
Село Бражники було засноване в 1778 році.
6 вересня 2012 року Верховна Рада України прийняла постанову «Про зміну і встановлення меж міста Харків, Дергачівського і Харківського районів Харківської області», згідно з якою територія села була включена в межі міста Харкова.
5 березня 2013 року Харківська обласна рада ухвалила рішення про виключення села з облікових даних. Але Верховна Рада ці зміни досі не затвердила.

## Транспорт
Автобус №60: 602 мікрорайон - Бражники (по п'ятницях)